# Carlo Sini
Carlo Sini (Bologna, 6 dicembre 1933) è un filosofo italiano.

## Biografia
Carlo Sini ha studiato all'Università degli Studi di Milano con Giovanni Emanuele Barié ed Enzo Paci, con il quale si è laureato in Filosofia, diventandone in seguito assistente. Dopo aver conseguito la libera docenza in Filosofia teoretica, ha insegnato Filosofia della storia e Storia della filosofia presso l'Università degli Studi dell'Aquila. Nel 1976 è stato chiamato a ricoprire la cattedra di Filosofia teoretica della Facoltà di Lettere e Filosofia dell'Università di Milano, dove ha anche svolto per un triennio la funzione di Preside di facoltà. Membro per molti anni del Collegium Phaenomenologicum di Perugia, del Direttivo Nazionale della Società Filosofica Italiana e dell'Institut International de Philosophie di Parigi, è socio nazionale dell'Accademia Nazionale dei Lincei, dell'Istituto lombardo di scienze e lettere e dell'Archivio Husserl di Lovanio. Insignito nel 1985 per una sua opera del Premio della Presidenza del Consiglio dello Stato italiano, ha ricevuto nel 2002 la Croce d'onore di I Classe per le scienze e le arti dallo Stato austriaco.
Ha tenuto corsi, seminari e conferenze negli Stati Uniti, in Canada, Argentina, Spagna, Svizzera e altri paesi europei. Ha collaborato per oltre un decennio alle pagine culturali del Corriere della Sera e collabora tuttora con la Rai, con la Radiotelevisione svizzera, con vari settimanali e testate giornalistiche. Dirige per AlboVersorio la collana "Pragmata" ed è membro del comitato scientifico del festival La Festa della Filosofia.  Il 7 dicembre 2014 viene premiato dal Comune di Milano con l'Ambrogino d'oro.

## Pensiero

### Ermeneutica
Sini è stato tra i primi a segnalare all'attenzione del pubblico italiano l'importanza dell'opera di Charles Sanders Peirce, e ha proposto un filone di ricerca sulla convergenza teoretica dei percorsi filosofici di Peirce e Heidegger sul filo dell'ermeneutica benché la sua formazione didattica fosse di orientamento prevalentemente fenomenologico.

### Il tema della scrittura e successivi sviluppi
La sua proposta teoretica si è in seguito concentrata sul tema della scrittura e sulla centralità dell'alfabeto greco come forma logica del pensiero occidentale. In particolare,  in Figure dell'enciclopedia filosofica, Sini rende conto della radicalità del gesto istitutivo platonico e della nascita della filosofia in modo da illuminare la genealogia della nostra civiltà e le figure del suo destino. Questa pubblicazione si misura con nodi problematici e profondi della nostra cultura. Viene mostrata la verità del gesto filosofico di Platone nel tratto tecnologico della parola alfabetica che trasforma la relazione al mondo in "cosità". La pratica del concetto, infatti, in-forma il paradigma dell'oggettività e traduce le “sterminate antichità” dell'umano all'interno dell'ambito cronotopico della visione logica elaborata dalla scansione alfabetica del mondo (con la conseguente nascita del tempo e del sapere storico).
All'educazione mitologica dell'uomo si sostituisce l'educazione psichica dell'anima nella rimozione delle qualità sensibili della vita vissuta. Prima operazione di ingegneria genetica che comporta sia la nascita del soggetto morale nella paideia del bio-politico (come Nietzsche aveva intuito) sia il conseguente destino nichilista rivelato dall'epoca contemporanea intesa come “epoca del disincanto”, secondo la nota definizione di Max Weber. Ma l'intreccio, che dalla preistoria conduce ai nostri giorni, rinvia al desiderio e all'iscrizione originaria che danza nelle figure della sessualità e della morte. La soglia così dischiusa, annunciata dalla verità analogica dell'evento mimato nella generazione, permette il passaggio del movente desiderante nel “desiderio di vita eterna”. Platone e la logica disgiuntiva hegeliana rappresentano i due poli più rilevanti di questa consapevolezza lancinante. Addirittura, tutta la filosofia platonica è probabilmente da pensare come la domanda più alta e profonda che sia mai stata posta alla sapienza dionisiaca.
E così, dagli ominidi alla società dell'informazione (sul filo delle pratiche che ne circoscrivono le traiettorie) la trama del senso transita dai “signa” ai “segni”, disegnando le coordinate del nostro tempo e il predominio della visione scientifica e delle sue figure che dileguano la consistenza oggettuale dell'oggettività, profilando nel rituale pubblico del potere finanziario, e nella conseguente imposizione dell'universalità oggettiva, un paradosso costitutivo che nasconde nuove e positive opportunità ancora tutte da scoprire (e attualmente mascherate dalla deleteria mercificazione imperante). Delineando nuove occasioni di senso, le Figure dell'enciclopedia invitano a “sognare più vero”, vale a dire ad abitare la conoscenza filosofica nell'esercizio dell'evento del significato nella concretezza delle sue pratiche. Ethos di una nuova scrittura della soggezione del mortale al desiderio, nell'apertura al transito della vita eterna.
Recentemente Sini ha approfondito la questione del logos e della tecnica facendo, sulla scia dei lavori precedenti, del primo (ragione e parola) il fondamento ultimo, della seconda l'essenza. Una posizione di rilievo e in controtendenza all´interno del panorama di questa specifica area della filosofia contemporanea.

## Opere
- I Greci e noi, con Giovanni Emanuele Barié (NABA - Nuova Accademia di Belle Arti Editrice, Milano 1959)
- Whitehead e la funzione della filosofia (Marsilio Editore, Padova 1965)
- Introduzione alla fenomenologia come scienza (Lampugnani Nigri, Milano 1965)
- Storia della filosofia in 3 volumi (Morano editore, Napoli 1968)
- Il pragmatismo americano (Laterza, Roma-Bari 1972)
- Semiotica e filosofia: segno e linguaggio in Peirce, Nietzsche, Heidegger e Foucault (Il Mulino, Bologna 1978, 1990)
- Passare il segno (Il Saggiatore, Milano 1981)
- Kinesis. Saggio d'interpretazione (Spirali, Milano 1982)
- Metodo e filosofia (Unicopli, Milano 1986)
- Il silenzio e la parola (Marietti, Genova 1989)
- I Segni dell'anima (Laterza, Bari 1989)
- Immagini di verità. Dal segno al simbolo (Spirali, Milano 1985, 1990)
- Il simbolo e l'uomo (Egea, Milano 1991)
- L'espressione e il profondo (Lanfranchi, Milano 1991)
- Etica della scrittura (Il Saggiatore, Milano 1992) (Mimesis, Milano 2009)
- Pensare il progetto (Tranchida, Milano 1992)
- Filosofia teoretica (Jaca Book, Milano 1992)
- Variazioni sul foglio-mondo. Peirce, Wittgenstein, la scrittura, con Rossella Fabbrichesi Leo (Hestia, Como 1993)
- L'incanto del ritmo (Tranchida, Milano 1993)
- Filosofia e scrittura (Laterza, Roma-Bari 1994)
- Scrivere il silenzio: Wittgenstein e il problema del linguaggio (Egea, Milano 1994)
- Teoria e pratica del foglio-mondo (Laterza, Roma-Bari 1997)
- Gli abiti, le pratiche, i saperi  (Jaca Book, Milano 1996, 2003)
- Scrivere il fenomeno: fenomenologia e pratica del sapere (Morano, Napoli 1999)
- Ragione (Clueb, Bologna 2000)
- Idoli della conoscenza (Cortina, Milano 2000)
- La libertà, la finanza, la comunicazione (Spirali, Milano 2001)
- La scrittura e il debito: conflitto tra culture e antropologia (Jaca Book, Milano 2002)
- Il comico e la vita (Jaca book, Milano 2003)
- Figure dell'enciclopedia filosofica. Transito verità (Jaca Book, Milano 2004-2005) in 6 volumi: 1: L'analogia della parola: filosofia e metafisica; 2: La mente e il corpo: filosofia e psicologia; 3: Origine del significato: filosofia ed etologia; 4: La virtù politica: filosofia e antropologia; 5: Raccontare il mondo: filosofia e cosmologia; 6: Le arti dinamiche: filosofia e pedagogia
- La materia delle cose: filosofia e scienza dei materiali (Cuem, Milano 2004)
- Archivio Spinoza. La verità e la vita (Edizioni Ghibli, Milano 2005)
- Del viver bene: filosofia ed economia (Cuem, Milano 2005)
- Distanza un segno: filosofia e semiotica (Cuem, Milano 2006)
- Il gioco del silenzio (Mondadori, Milano, 2006)
- Il segreto di Alice e altri saggi (AlboVersorio, Milano 2006)
- Eracle al bivio. Semiotica e filosofia (Bollati Boringhieri, Torino, 2007)
- Da parte a parte. Apologia del relativo (Edizioni ETS, Pisa, 2008)
- L'uomo, la macchina, l'automa: lavoro e conoscenza tra futuro prossimo e passato remoto (Bollati Boringhieri, Torino, 2009)
- L'Eros dionisiaco (AlboVersorio, Milano, 2011)
- Figure d'Occidente. Platone, Nietzsche e Heidegger (con Massimo Donà e Salvatore Natoli, introduzione di Ersamo Silvio Storace)( AlboVersorio, Milano 2011)
- L'arte, le api e Darwin. Conversazioni (Interlinea, Novara, 2011)
- Il sapere dei segni. Filosofia e semiotica (Jaca Book, Milano, 2012)
- La nascita di Eros (AlboVersorio, Milano, 2012)
- Scrivere il silenzio: Wittgenstein e il problema del linguaggio (Castelvecchi, Roma, 2013)
- Spinoza (Book Time, Milano 2013)
- Inizio (Jaca Book, Milano, 2016)
- Lo specchio di Dioniso. Quando un corpo può dirsi umano? (con Carlo Alberto Redi) (Jaca Book, Milano, 2018)
- La vita dei filosofi (Jaca Book, Milano, 2019)
- E avvertirono il cielo. La nascita della cultura, (con Telmo Pievani) (Jaca Book, Milano, 2020)
- Perché gli alberi non rispondono. Lo spazio urbano e i destini dell'abitare (con Gabriele Pasqui) (Jaca Book, Milano, 2020)
- Idioma. La cura del discorso (Jaca Book, Milano, 2021)
- Filosofia e memoria. La vita come scrittura (Il Saggiatore, Milano, 2025)